# Walter Hinton
Walter T. Hinton (Van Wert, 10 de novembro de 1888), mais conhecido como Walter Hinton, foi um aviador dos Estados Unidos famoso pelos voos pioneiros, entre eles o primeiro voo transatlântico e o primeiro entre as Américas do Norte e do Sul.

## Biografia
Walter Hinton ainda jovem alistou-se na Marinha. Tempos depois ingressou na aviação naval, que ainda estava em seus primórdios.
Em maio de 1919, a bordo de um Curtiss NC-4, fez a primeira travessia aérea do Oceano Atlântico, partindo de Nova York no dia 8 e chegando em Lisboa no dia 27. O feito lhe rendeu a Ordem da Torre e Espada, concedida pelo governo português em 3 de junho  de 1919. No ano seguinte, 1920, foi condecorado com a Cruz da Marinha.
Em 1922, nova viagem pioneira. Partindo de Nova York no dia 4 de setembro, junto com o brasileiro Euclides Pinto Martins a bordo do Sampaio Corrêa, hidroavião modelo Curtiss H-16, devido a problemas no percurso são obrigados a interromper a aventura em Cuba, perdendo a aeronave, afundada no mar. Depois de muito esforço, agora a bordo de outro aparelho, o Sampaio Corrêa II, retomam o percurso, chegando ao Rio de Janeiro em 8 de fevereiro de 1923 e concluindo a ligação aérea entre as Américas do Norte e do Sul.
Entre os anos de 1924 e 1926 participa como piloto de uma expedição da National Geographic pelos rios Amazonas e Orinoco.
Walter Hinton morreu em 28 de outubro de 1981, em Pompano Beach, Estados Unidos. Foi sepultado no Cemitério Nacional de Arlington.